# Harschbach
Harschbach est une municipalité du Verbandsgemeinde Puderbach, dans l'arrondissement de Neuwied, en Rhénanie-Palatinat, dans l'ouest de l'Allemagne.